# Лирообразный уж Копа
Лирообразный уж Копа (лат. Trimorphodon biscutatus) — вид змей из семейства ужеобразных. Назван в честь американского зоолога Эдварда Копа (1840—1897).
Общая длина достигает 1 м. Голова широкая, немного сжата. Глаза большие с вертикальными зрачками. Туловище стройное с гладкой чешуёй. Хвост длинный. Окраска светло-коричневая или серая с большими коричневыми пятнами вдоль спины, внутри каждого пятна — светлая середина. На голове рисунок имеет лировидную форму, однако его трудно различить.
Любит засушливые, скалистые места. Активен ночью. Питается ящерицами, птицами, мелкими млекопитающими, в частности летучими мышами.
Яйцекладущая змея. Самка откладывает от 6 до 20 яиц.
Живёт в США (штаты Калифорния, Невада, Аризона, Нью-Мексико, Техас) и Мексике (штаты Нижняя Калифорния, Мичоакан). Встречается также в Гватемале, Гондурасе, Сальвадоре, Никарагуа, Коста-Рике.